# Diplaspis
Diplaspis är ett släkte i familjen flockblommiga växter. Det beskrevs av Joseph Dalton Hooker 1847.

## Arter
Släktet omfattar tre arter i Australien:
- Diplaspis cordifolia (Hook.) Hook.f.
- Diplaspis hydrocotyle Hook.f.
- Diplaspis nivis Van den Borre & Henwood